# فرودگاه شهری گلزبرگ
فرودگاه شهری گلزبرگ (به انگلیسی: Galesburg Municipal Airport) یک فرودگاه همگانی بهره‌برداری هوایی با کد یاتا GBG است که یک باند فرود آسفالت دارد و طول باند آن ۱۷۶۶ متر است. این فرودگاه در کشور ایالات متحده آمریکا قرار دارد و در ارتفاع ۲۳۳ متری از سطح دریا واقع شده‌است.